# Ernesto Korrodi
Ernesto Korrodi (Zurich, 30 janvier 1870 - Leiria, 3 février 1944) est un architecte portugais d'origine suisse qui émigra au Portugal à l'âge de 19 ans et y vécut toute sa vie durant. Il adopta la citoyenneté portugaise et se marie à une femme portugaise.

## Réalisations

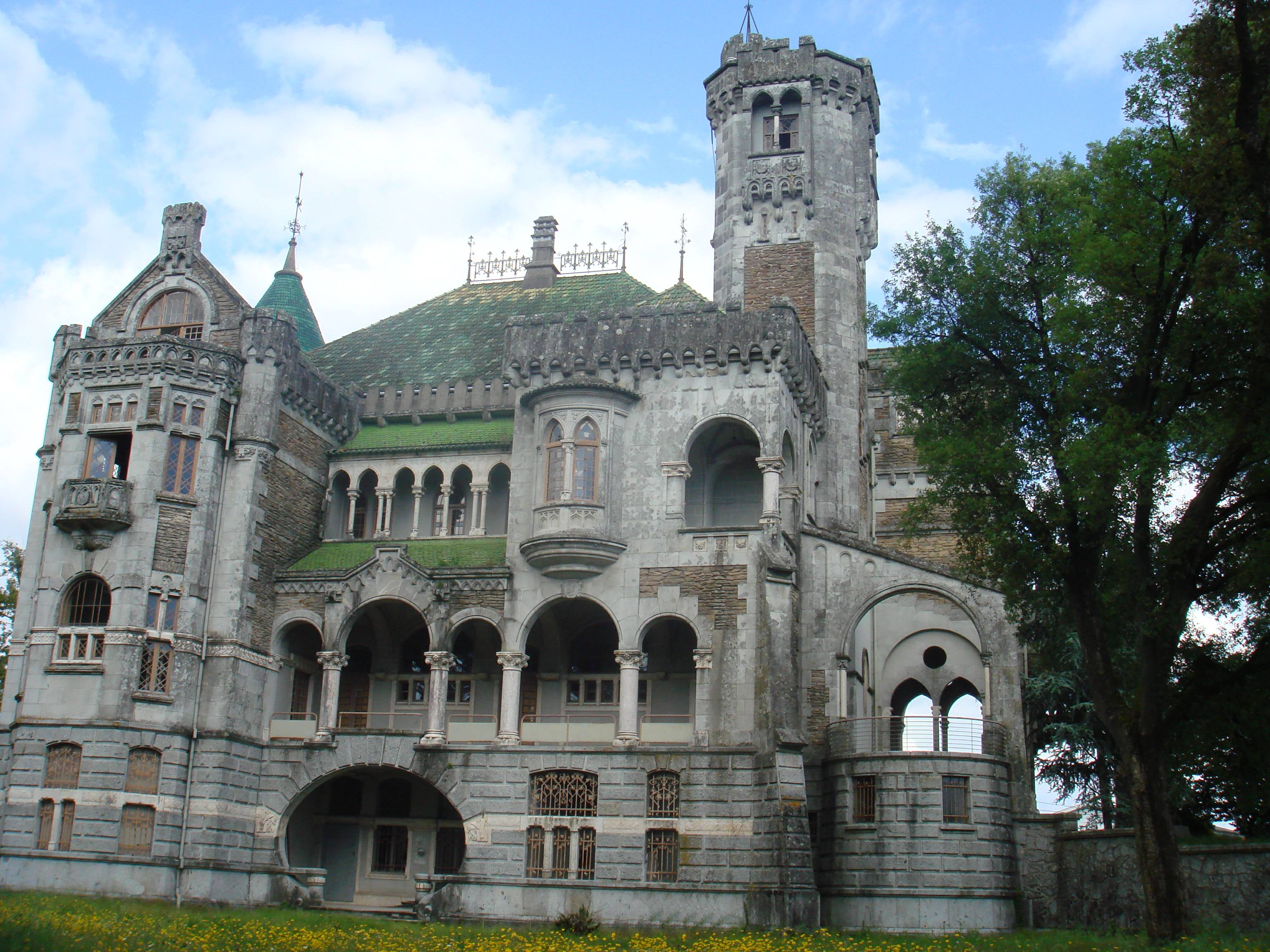
Château de Dona Chica

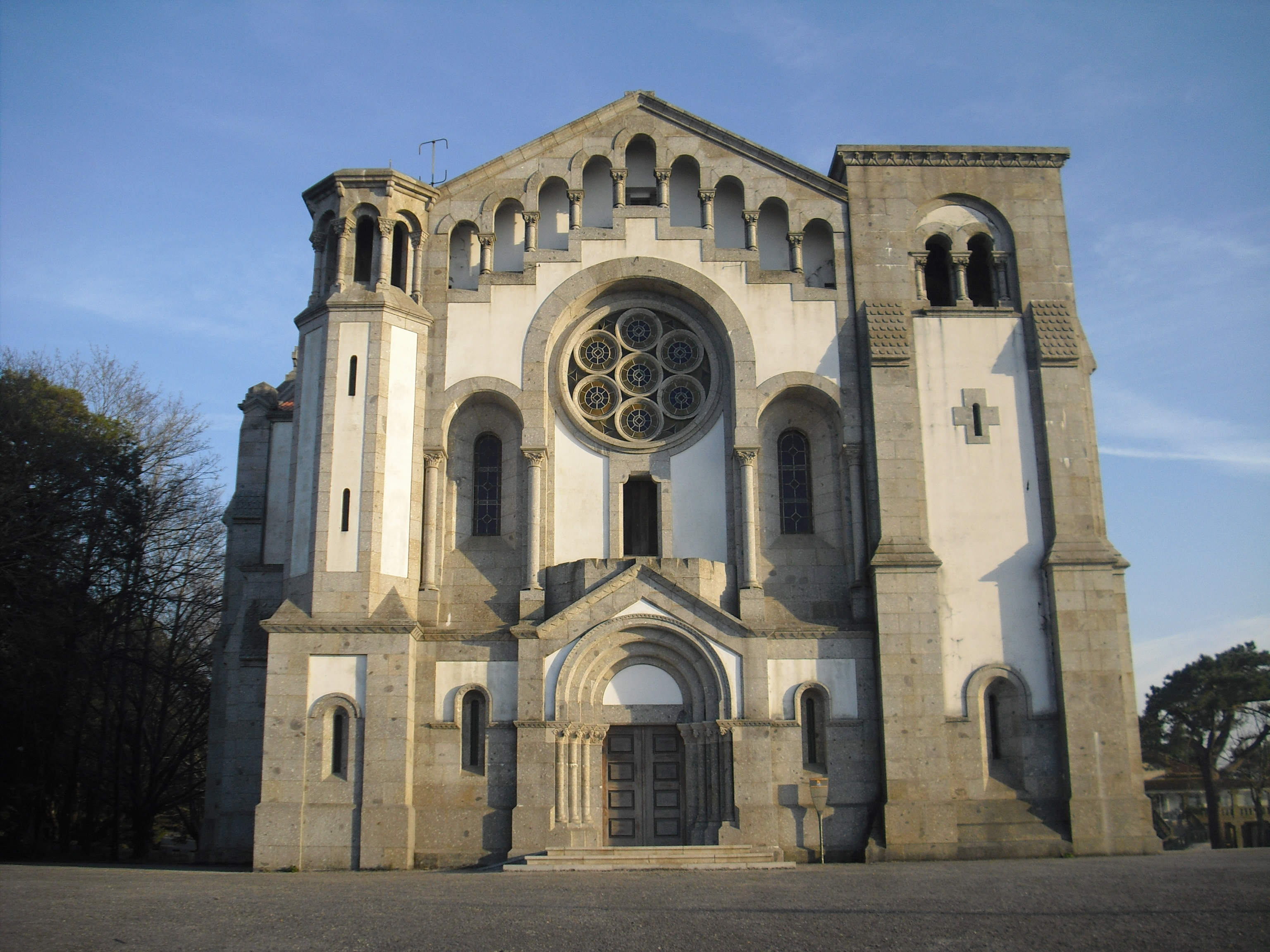
Santuaire de Nossa Senhora da Assunção

Il a construit plus de quatre cents bâtiments dans tout le Portugal.
Les plus importants sont :
- La restauration du château de Leiria
- Le château de Dona Chica, à Palmeira, Braga
- Santuaire de Nossa Senhora da Assunção à Monte Córdova